# Philippe Vendrix
 (mars 2021).
 (juillet 2025).
Causes possibles :
- Rédaction non-neutre car ne respectant pas la synthèse équilibrée attendue.
- Plan structurant la page comme une brochure promotionnelle ou une plaquette institutionnelle.
- Nombreuses informations sans réelle pertinence encyclopédique et pourtant montées en épingle. Ceci peut notamment se faire en recourant à des sources primaires ou non centrées, ou encore à un « cherry picking » des sources ; dans certains cas, cette utilisation des sources peut même donner lieu à une « synthèse inédite ».

Rappel : la pertinence des informations est à démontrer par des sources secondaires indépendantes et de qualité traitant le sujet.
Philippe Vendrix, né en 1964 à Liège en Belgique, est un musicologue belge, directeur de recherche au CNRS français. Il a été président de l'université de Tours entre 2016 et 2020.

## Biographie

### Origine et formation
Philippe Vendrix est né en 1964 à Liège en Belgique. En 1985, il est licencié en histoire de l'art, archéologie et musicologie à l'université de Liège puis obtient un DEA en musicologie à l'université de Tours en 1986. Il est ensuite titulaire d'un Master in Arts en musicologie de l'université de l'Arizona en 1988. Il est docteur en musicologie de l'université de Liège en 1991, et obtient l'habilitation à diriger des recherches à l'université de Tours en 2001,.

### Carrière universitaire
De 1988 à 1994, Philippe Vendrix est membre du FNRS (Université de Liège). Il entre au CNRS en 1994, et obtient l'habilitation à diriger des recherches en 2001 à l'université de Tours.  Il travaille au centre d’études supérieures de la Renaissance à l'université de Tours, qu'il dirige de 2007 à 2016.
Philippe Vendrix préside l'université de Tours entre mai 2016  et novembre 2020 avec le projet « Créativité - Équité - Qualité ». En 2019 et 2020, il préside la commission de la vie de l’étudiant et de la vie
de campus, au sein de la Conférence des présidents d'université,[réf. à confirmer]. Il a également été président (2014-2016) du réseau national des maisons des Sciences de l’Homme.
Philippe Vendrix reçoit en 2000 la Dent Medal. Il est membre de l'Academia Academia Europaea, membre associé de l'Académie royale de Belgique[source insuffisante] et corresponding member de l'American Musicological Society[source insuffisante].

## Activités de recherche

### Genres musicaux aux 17eet 18esiècles
Les premiers travaux de Philippe Vendrix ont porté sur deux genres[source secondaire souhaitée] : le tombeau à l’époque baroque et l’opéra-comique du 18e siècle. 
En 1985, Philippe Vendrix participe à la restauration du musée consacré à Grétry à Liège[source secondaire souhaitée].

### Valoriser la recherche musicologique
Depuis 1990, Philippe Vendrix s’est penché sur les modalités de valorisation du travail musicologique. Il participe au Festival des Nuits de Septembre de Liège. Il a également supervisé la production d’enregistrements pour Musique en Wallonie, concentrant son travail sur les figures majeures de la Renaissance avec des ensembles aussi divers que le Clerk’s Group, la Capilla Flamenca, Cut Circle, la Capilla Mariana. Plus récemment, à travers un dispositif muséographique original, le Cubiculum Musicae, Vendrix s’est interrogé sur la façon dont le patrimoine musical peut faire partie de l’expérience patrimoniale.

### Activités éditoriales
De 2000 à 2010, Philippe Vendrix a été éditeur en chef d’Acta musicologica, la revue de la Société internationale de musicologie[source secondaire souhaitée]. Il est membre du comité de lecture de la Revue de la Société liégeoise de musicologie[source secondaire souhaitée], de la Revue belge de musicologie[source insuffisante], d'Early Music History[source insuffisante], du Journal of the Alamire Foundation[source insuffisante].

## Administration de la recherche

### RicercarLab (1994-)
Le programme Ricercar s'est affirmé dès les années 1990 comme une référence internationale dans le domaine de la musicologie, en particulier pour l'étude de la musique de la Renaissance. Philippe Vendrix a veillé à y développer des ressources, documentaires, mais aussi numériques[source secondaire nécessaire] qui débouchent aujourd’hui sur une vaste base de données qui mêlent des informations sur les œuvres, les sources et les musiciens. C'est dans le cadre du RicercarLab qu'a été conçu le Cubiculum musicae, dispositif de valorisation de la dimension musicale des sites patrimoniaux[source secondaire souhaitée].

### Réseau national Maison des Sciences de l'Homme (2014-)
Après avoir dirigé la Maison des Sciences de l'Homme (MSH) Val de Loire de 2012 à 2014, Philippe Vendrix est élu président du Réseau national des Maisons des Sciences de l'Homme (RnMSH).

### Université de Tours (mai 2016 - décembre 2020)
En mai 2016, Philippe Vendrix est élu président de l'université de Tours. Il a travaillé les questions de qualité de vie au travail par l’adoption du télétravail, faisant de Tours la première université française à le mettre en place. 

#### Condamnation pour harcèlement moral
Philippe Vendrix est placé en garde à vue en janvier 2020 dans le cadre d’une enquête préliminaire ouverte à l’été 2018 par le procureur de la République de Tours ; il est accusé de harcèlement moral par deux ex-responsables de l'université et de harcèlement sexuel par une ancienne assistante d'un des deux responsables. Philippe Vendrix nie les faits et porte plainte pour dénonciation calomnieuse. Le procureur de la République invite à la plus grande prudence dans ce dossier,. Jean Fabri, enseignant-chercheur de l'université de Tours, indique ne pas avoir eu connaissance des faits dont il est question mais affirme « qu'un certain nombre de collègues s'étaient plaint et avaient signalé le comportement du président qui traduisait une forme de mépris et d'humiliation ».
Après un abandon des poursuites pour harcèlement sexuel par le parquet, le tribunal correctionnel de Tours relaxe Philippe Vendrix pour les faits de harcèlement moral par un jugement en date du 20 janvier 2022. Le 24 janvier 2023, il est condamné pour harcèlement moral par la cour d'appel d'Orléans à un an de prison avec sursis total, 5 000 € d'amende et une interdiction de diriger une institution universitaire pendant 5 ans. Dans une décision du 17 octobre 2023, la Cour de cassation casse partiellement l’arrêt rendu par la Cour d’appel d’Orléans. L’arrêt est censuré en ses dispositions relatives « aux peines et aux intérêts ».

## Publications

### Monographies et éditions critiques
- Aux origines d’une discipline historique. La musique et son histoire en France aux XVIIe et XVIIIe siècles, 1993, édition Presses universitaires de Liège et diffusion en ligne [lire en ligne] (lien vers chaque chapitre en bas du lien), diffusion papier Genève, Droz, 418 pages.
- Henri Dumont, Trois grands motets : Nisi dominus, Benedicam Dominus, Beati omnes (F-Pn Vma572-3), Versailles, Centre de Musique Baroque, 1993, XXXVI-146p.
- Eloy d’Amerval, Missa Dixerunt discipuli, éds Agostino Magro et Philippe Vendrix, Paris, Honoré Champion, 1997, xv-43p.
- Vocabulaire de la musique à la Renaissance, Paris, Minerve, 1994, 224 pages, (2e édition en 2016  (ISBN 978-2-86931-143-5)).
- La musique à la Renaissance, no 3448 de la collection Que sais-je ?, Presses Universitaires de France, 1999, 128 pages. Cet ouvrage a été traduit en serbo-croate en 2005 : Muzika u renesansi[30].
- Jean Guyot de Chatelet, Chansons françaises, éds Annie Cœurdevey et Philippe Vendrix, Paris, Minerve, 2001, 108p.
- Le Grand livre de chœur de la cathédrale Saint-Lambert, éds Vincent Besson, Eugeen Schreurs et Philippe Vendrix, Turnhout, Brepols, 2005, XLII-352p.
- Pontus de Tyard, Solitaire second, Paris, Classiques Garnier, 2022, 300p.

### Editions d'ouvrages
- César Franck et son temps, Revue belge de musicologie, XLV (1991), p. 5-220.
- L’opéra-comique en France au XVIIIe siècle, Liège, Pierre Mardaga, 1992, 377 p.
- Grétry et l’Europe de l’opéra-comique, Liège, Pierre Mardaga, 1992, 389p.
- Mille ans de vie musicale à Liège. Hommage à José Quitin, éds Malou Haine, Revue belge de musicologie, XLVII (1994), p. 5-258.
- Guillaume Lekeu et son temps, Liège, Société liégeoise de musicologie, 1995, 125 p.
- La genèse d’un opéra. Le théâtre de Liège en 1820, Liège, Société liégeoise de musicologie, 1995, 151 p.
- Johannes Ockeghem. Actes du colloque de Tours 1997, Paris, Klincksieck, 1998, 885p.
- La musique de la Renaissance au XIXe siècle, Paris, Klincksieck, 2000.
- Johannes Ciconia, musicien de la transition, Turnhout, Brepols, 2003, 326p.
- Music and mathematics : from late medieval to early modern Europe, Turnhout, Brepols, 2007, 394p.
- Musique, théologie et sacré, d’Oresme à Érasme, éds Annie Coeurdevey, Ambronay, Ambronay Editions, 2008, 336p.
- Orléans, une ville de la Renaissance, éds Marie-Luce Demonet, David Rivaud, Orléans, Ville d’Orléans, 2009, 232p.
- Music and the Renaissance. Renaissance, Reformation and Counter-Reformation, Alshot, Ashgate, 2011, xxxiv-574p.
- Proportions. Science, musique, peinture & architecture, éds Sabine Rommevaux, Vasco Zara, Turnhout, Brepols, 2012.
- La musique en Picardie du XIVe au XVIe siècle, éds Camilla Cavicchi, Marie-Alexis Colin, Turnhout, Brepols, 2012.
- Psyché à la Renaissance, éds Mélanie Droguet, Véronique Gely, Lorraine Mailho, Turnhout, Brepols, 2013.
- Orléans, Ville de la Renaissance, éds Clément Alix, David Rivaud, Marie-Luce Demonet, Tours, PUFR, 2019.